# Vychovatelna
Vychovatelna je zámeček v Praze 8 (Libeň, čp. 830) poblíž stejnojmenné mimoúrovňové křižovatky. Vybudován byl v letech 1906 až 1907 v novobarokním stylu podle návrhu architekta Jana Kříženeckého.
Stavba byla plánována pro ústav pečující o mravně narušenou mládež ve věku od 8 do 18 let, který byl (pod názvem „Pražská vychovatelna v Libni“) doposavad umístěn v Libeňském zámečku. Byl to první ústav svého druhu v Čechách a k jeho založení vedl i návrh cestovatele Vojtěcha Náprstka. V ústavu bylo 55 chovanců.
Budova je dvoupatrová a od roku 1941 je součástí nemocnice Na Bulovce (jako pavilon číslo 4), která jej využívá pro své interní oddělení. Dne 3. srpna 2004 byla prohlášena za nemovitou kulturní památku České republiky.